# Chacal de Pupunahue
José Misael Roldán Concha (Máfil, 30 de junio de 1934-Isla Teja, ¿?), conocido popularmente como el «Chacal de Pupunahue», fue un minero de carbón chileno conocido por cometer el asesinato brutal de una mujer y cinco de sus siete hijos en 1957, mientras estaba bajo libertad condicional por un asesinato previo. Aunque originalmente fue condenado a la pena de muerte, el entonces presidente de la república Carlos Ibáñez del Campo le concedió un indulto Presidencial, reduciendo su sentencia a cadena perpetua.

## Biografía
Roldán nació en Máfil a Félix Roldán Díaz, minero, y Elvira Concha Navarrete, dueña de casa, siendo el décimo de 14 hermanos. Abandonó la escuela a los 13 años y comenzó a trabajar en agricultura y minería del carbón desde entonces.  Roldán fue descrito como un hombre poco hablador y robusto, ya que pesaba 80 kilos y medía 1,70 metros.

## Asesinatos
En 1954, durante su trabajo en la minería del carbón, se enzarzó en una pelea con Feliciano Carranza, un capataz tras ser despedido por discutir con un superior por su sueldo. El capataz golpeó a Roldán con una lámpara, a lo que Roldán respondió golpeándole en la cabeza con un palo de madera, matando al hombre. Posteriormente intentó escapar a Argentina, pero finalmente se entregó a la policía después de que su hermana le convenciera para que lo hiciera y fue condenado a cinco años de prisión que cumpliría en una cárcel de Victoria. Debido a su buen comportamiento, Roldán recibió libertad condicional tras su primer año en prisión. Horas antes del asesinato, Roldán había estado en la comisaría de Antilhue para firmar, ya que era una condición de la libertad condicional.
En la noche del 7 de junio de 1957 Roldán, que se encontraba en un estado de fuerte ebriedad, cenó con sus ancianos padres y algunos de sus hermanos en el campamento de la mina de carbón Los Copihues. Luego fue a comprar fruta a la tienda de Laura Díaz Díaz, vecina de su familia y esposa de su compañero Custodio Gómez Chacón y en ese instante embarazada, agarrando una barra de fierro en el camino. Según sus declaraciones posteriores, Roldán había ido a la tienda de Díaz a comprar fruta porque tenía sed después de beber. El marido de Laura trabajaba para entonces en un turno de noche en la mina de carbón en ese momento. Una vez que Laura regresó con las naranjas que José Misael había pedido, comenzó un ataque indiscriminado y sin provocación con la barra, matando a Laura junto con cinco de los niños (Teolinda Elena, Ernesto Rubén, María Laura, Minerva del Carmen y Víctor Custodio, de 3 a 10 años), además de herir gravemente a Nora, de 11 años, hija de Laura, quien trató de defenderse pegando a Roldán con fierros de metal. Al recibir un contraataque de su parte, se le salieron todos los dientes a Nora Gómez, quien se escondió debajo de una cama.
Los asesinatos ocurrieron en la localidad de Pupunahue en la comuna de Máfil, sur de Chile. Según se informa, los asesinatos fueron seguidos por actos de necrofilia con el cadáver de Díaz, un robo de 19 mil pesos y varias pertenencias de ropa, y un intento de incendio provocado para borrar evidencia prendiendo fuego a un colchón antes de escapar a un bosque cercano.

## Consecuencias
La masacre fue descubierta cuando Nora Gómez Díaz, a quien Roldán creía muerta, se despertó tras el ataque, apagó el fuego que inició Roldán. Tras notificarle a Carabineros de Chile lo ocurrido, fue llevada a un hospital, donde le relató los hechos a una multitud de espectadores, entre ellos el mismo Roldán, quien se hacía pasar como un ciudadano común y corriente sin ninguna conexión a los asesinatos.
Tras despertar después de medianoche, Nora Gómez le dio su testimonio a la policía local, describiendo a su atacante y notando que él y su madre se parecían. Tras escucharla, los Carabineros y funcionarios del hospital reconocieron a Roldán como el responsable, dado al pequeño tamaño de la comunidad de Pupunahue. Tras ser llevado a un cuartel policial, Roldán confesó los asesinatos, pero se negó a dar motivo o confesar los actos necrofílicos. Posteriormente admitió que el alcoholismo influyó, además de detallar cómo sintió la necesidad de abusar del cadáver de Díaz luego de ver que ella no estaba usando ropa interior en el momento de su muerte.
Al enterarse de esto, la comunidad local se indignó y exigió la pena de muerte, a la que luego fue condenado por el juez Alejandro Araya Flores, del Segundo Juzgado de Valdivia, y ratificado por el Corte Suprema de Justicia de Chile. Su ejecución fue agendada para el junio de 1958, pero el entonces presidente de la república Carlos Ibáñez del Campo finalmente se involucró en el caso, otorgando clemencia a Roldán, cuya sentencia fue luego reducida a cadena perpetua. Fue encarcelado en la Cárcel Pública de Valdivia, ubicada en el sector de Isla Teja, de la comuna de Valdivia.
José Misael Roldán pasó el resto de su vida en prisión sin ningún beneficio de libertad condicional, donde finalmente falleció. La casa en la que ocurrieron los asesinatos de 1957 fue posteriormente demolida y reemplazada por un busto en honor a las seis víctimas.

## Legado
A pesar de ser comparado con Jorge Valenzuela torres, el "Chacal de Nahueltoro", quien también asesinó a una mujer y varios de sus hijos, por las características similares de sus acciones, aun así hay un contraste notable: Valenzuela testó que asesinó a los hijos de su víctima para que no terminaran siendo huérfanos, dado que su padre ya estaba fallecido, pero los hijos de Roldán aún tenían un padre vivo, quien hasta llegó a conocer el mismo Roldán. Roldán no venía del mismo nivel de abandono extremo (aún vivía con sus padres al momento del ataque) por el cual pasó Valenzuela (quien había vivido solo y sin residencia fija desde los 6 años de vida). Además, a diferencia de Valenzuela, el crimen de Roldán involucró a actos necrofílicos.